# Neurodiversité

Un symbole de l'infini aux couleurs de l'arc-en-ciel symbolise le spectre autistique et le mouvement de la neurodiversité.

La neurodiversité est un concept utilisé par les mouvements sociaux combattant le capacitisme pour faire connaître des différences au sein de l'espèce humaine et les faire accepter en tant que variabilités neurologiques. Elle est souvent comparée à la biodiversité, la concomitance de plusieurs types de fonctionnements neurologiques chez l'être humain étant vue comme indispensable dans les sociétés. Les militants de la neurodiversité soutiennent que des fonctionnements neurologiques divers, alternatifs, hors norme, peuvent être considérés autrement que sous l'angle exclusif d'une lacune ou d'une déficience vis-à-vis de la norme. Ils défendent notamment l'expression artistique et les contributions techniques et scientifiques des personnes dites « neurodivergentes » ou « neuroatypiques ».
Les militants de la neurodiversité sont historiquement concernés par l'autisme, le mouvement pour les droits des personnes autistes continuant à représenter l'essentiel de ce mouvement social, en particulier à travers les interventions de Mary Temple Grandin. Cependant, le concept de neurodiversité inclut d'autres particularités que l'autisme, entre autres les troubles des apprentissages et le TDAH.

## Définition
D'après la sociologue française Brigitte Chamak, le concept de neurodiversité repose sur l'idée selon laquelle « le cerveau et son fonctionnement seraient la clé de la compréhension de la nature humaine », et vise à « démédicaliser » ce qui est défini comme des « pathologies mentales », en « célébrant la diversité des modes de pensée ». Le symposium national tenu à l'université de Syracuse en 2011 définit la neurodiversité comme : 

« […] un concept dans lequel les différences neurologiques sont reconnues et respectées comme toute autre variation humaine. Ces différences peuvent inclure les personnes reconnues dyspraxiques et dyslexiques, avec trouble du déficit de l'attention avec ou sans hyperactivité, dyscalculie, troubles du spectre de l'autisme, maladie de Gilles de La Tourette, et d'autres »

.
Le Double-Tongued Dictionary (2004) propose de définir la neurodiversité comme « L'ensemble des structures ou des comportements neurologiques, mentaux ou psychologiques de l'être humain, considérés comme non nécessairement problématiques, mais comme des formes alternatives acceptables de la biologie humaine ».,.
Ce concept porte « le rejet de l’image de l’humain « normal » envisagée comme parangon de la création et modèle indépassable ». Comme dans le mouvement pour les droits des personnes autistes, il semble exister une thématique polémique liée à l’existence ou non d'un trouble et semblant opposer soin et refus de soin, mais elle n'est pas inhérente, ni à la source de ce principe, qui pointe ce que relève Brigitte Chamak dans la diversité des expressions autistiques, à savoir « l'infinie diversité des modes de fonctionnement humain. Elles nous amènent à interroger nos présupposés, à repenser ce qu'intelligent veut dire et ce que recouvre l'expression être humain ». Ainsi, la neurodiversité est souvent comparée à la biodiversité et à la diversité culturelle. Thomas Armstrong propose une comparaison avec le racisme : « nous ne posons pas de diagnostic de « désordre de la pigmentation de la peau » sur une personne noire. Ce serait raciste. De la même façon, il faut que nous cessions de pathologiser les enfants qui présentent différents types de fonctionnement cérébral et de manières de penser et d'apprendre ». Toujours d'après Armstrong, cette notion de neurodiversité permet à la fois de souligner les points forts des personnes qui pensent différemment, et de mettre en lumière les difficultés qu'elles rencontrent dans leur vie quotidienne « à cause de l'intolérance des personnes neurotypiques ». Il souligne également la présence des différents gènes à l'origine de la schizophrénie, de l'autisme, du trouble bipolaire et des troubles des apprentissages depuis une longue période de temps : « il doit y avoir une raison pour que l'évolution ne les ait pas éliminés ». Pour lui, à terme, la neurodiversité permettra d'améliorer la qualité de vie des neurodivergents.
Le nom de la neurodiversité s'inscrit dans un courant récent du « neuro- », suscité par les avancées en matière d'imagerie cérébrale. D'après Chamak, « de plus en plus de pathologies sont re-définies comme une autre façon d'être au monde ». Alain Ehrenberg note que « les autistes de haut niveau sont peut-être devenus la figure individualiste à travers laquelle nous nous représentons les transformations des relations entre le normal et le pathologique », notant que « par un aspect, il s’agit d’une pathologie, par un autre, d’un nouvel individualisme, celui d’un mode de vie différent, peut-être d’une nouvelle forme de vie […] et qui met en scène de manière radicale les possibilités et les tensions de cet aspect majeur de l’autonomie que sont la liberté de choix et la propriété de soi ».

## Histoire
La notion de neurodiversité provient d'un courant de pensée lié à l'autisme, originellement pour lutter contre la stigmatisation dont sont victimes les personnes autistes. Elle s'est propagée essentiellement grâce à Internet. Bien que l'idée semble très moderne, Hans Asperger l'évoquait déjà dans sa première lecture publique à propos du syndrome d'Asperger, en 1938. Ainsi, le sociologue américain Gil Eyal et ses collègues postulent que la définition extensive de l'autisme proposée par Hans Asperger est à l'origine première du concept, les premiers militants de la neurodiversité l'ayant simplement reprise, en appuyant l'intégration du syndrome d'Asperger à la définition de l'autisme.
La conception moderne du concept de neurodiversité est un phénomène collectif, plusieurs personnes distantes géographiquement l'ayant théorisé. Si l'une des premières évocations publiques par une personne concernée est celle du militant de l'autisme Jim Sinclair, en 1993, la création du mot « neurodiversité » est souvent attribuée au journaliste Harvey Blume et à la militante de l'autisme Judy Singer,, qui a repris des concepts utilisées en neuroscience, où il est parfois question de système nerveux atypique. Proche du monde de l'autisme, avec une mère et une fille ayant un syndrome d'Asperger et appartenant elle-même au spectre autistique, elle déclare : « J'ai été intéressé par les aspects libérateurs et militants de cela, de faire pour les gens neurologiquement différents ce que le féminisme et le mouvement des droits des homosexuels avaient fait pour leurs mouvements »,.
La première parution du terme est le fait de l'écrivain américain Harvey Blume, qui écrit en 1998 l'article Neurodiversity sous-titré On the neurological underpinnings of geekdom (neurodiversité, sur les fondements neurologiques du domaine geek). L'article reprend le thème de la neurodiversité utilisé dans le cadre de l'autisme, et le place dans le contexte des passionnés de technologie, les geeks. Il part d'une étude parodique des « neurologiquement typiques », abrégé NT. Ces personnes « normales » sont analysées sous l'angle de leurs déficiences vis-à-vis des geeks. En passant par une mise en évidence ludique de domaines ou les compétences et l’incompétence sont inversées, l'article aboutit en relevant que la cybernétique et la culture de l'informatique, par exemple, peuvent être favorables à une forme de pensée autistique. Il ouvre l'idée que cela puisse être juste une différence, avec des avantages et des inconvénients. L'aspect de base du mot visant à incarner simplement des différences humaines est présent dans cet article, notamment par l'intermédiaire d'une illustration textuelle humoristique comparant les théories de l'esprit :
« NT Theory of Mind = Everyone thinks like me, except when shown to be other wise.
Autistic Theory of Mind = Everyone thinks differently from me — vastly and mysteriously – except when shown to be other wise. »
« Théorie de l'esprit NT = tout le monde pense comme moi, jusqu'à preuve du contraire.
Théorie de l'esprit autistique = tout le monde pense différemment de moi – largement et mystérieusement – jusqu'à preuve du contraire. »
— Blume 1998
La propagation du concept de neurodiversité s'accompagne d'un accroissement des diagnostics d'autisme, dû à l'extension de la notion médicale de troubles du spectre de l'autisme. Originellement limité à l'autisme, le concept de neurodiversité s'est étendu depuis les années 2000 aux troubles des apprentissages et au TDAH.
La littérature scientifique consacrée à ce mouvement reste faible, mais elle est en croissance. Dans son numéro spécial « 20e anniversaire » d'avril 2013, le magazine américain Wired cite la neurodiversité comme l'une des meilleures idées des deux dernières décennies. D'après Chamak, le concept de neurodiversité connaît « un succès inédit ». D'après Lilia Sahnoun et Antoine Rosiera, la disparition du syndrome d'Asperger dans le DSM-5 et la création de la notion de troubles du spectre de l'autisme semblent liés à ce succès du mouvement de la neurodiversité : « les enjeux sous-jacents à cette nouvelle représentation nous renvoient, avec la notion de neurodiversité, à un discours de type culturaliste et identitaire. D’une pathologie psychiatrique au pronostic sévère à une simple différence, l’autisme devient une singularité, simple variante du fonctionnement cognitif humain ». D'après Jean-François Marmion, cette évolution s'effectue tant sous « la pression de patients organisés » que du fait de l'évolution de la société.

## Contributions en sciences
Le discours de la neurodiversité fait valoir que la diversité des modes de pensée des personnes a contribué à l'évolution de l'espèce humaine, notamment en permettant des découvertes scientifiques. Cette théorie est soutenue par une étude de l'université d'York,.
En 2023, Kristen Bottema-Beutel et son équipe concluent dans un article que l'opposition entre le mouvement anti-capacitiste et le monde de la recherche relève d'une « fausse dichotomie » ; ces chercheurs citent à l'appui de leur propos « plusieurs pistes de recherche sur l'autisme qui ont été présentées comme des avancées scientifiques, mais qui ont finalement été démenties ou dont la valeur explicative s'est avérée bien moindre que ce qui avait été initialement proposé », dans des domaines aussi variés que l'étiologie de l'autisme, la nature de l'autisme et des caractéristiques autistiques, et l'intervention auprès des personnes autistes. Ils soutiennent que ces fausses pistes ont pour point commun l'influence d'hypothèses capacitistes au sujet de l'autisme sur le point de vue des chercheurs. Ils notent que le capacitisme « continue d'exercer une influence sur la vie des personnes autistes, notamment sur la disponibilité des services, les discours sur l'autisme et les conceptualisations socioculturelles ».

## Expression artistique
D'après Erin Manning et Brian Massumi, « pendant des décennies on a cru que les autistes n’avaient pas accès au langage figuratif […] Ce n’est que récemment que les autistes ont pu avoir accès à une formation à l’écriture créative, et les résultats ont été pour le moins spectaculaires ». Ils  notent que des autistes « classés comme lourdement handicapés », comme Tito Mukhopadhyay, DJ Savarese, Amanda Baggs, Jim Sinclair, Larry Bissonnette, Sue Rubin et Jamie Burke, sont capables de s'exprimer par des « écrits étonnants de complexité, de rythme et de qualités tonales, de pertinence politique. Ces autistes soulignent comment le monde danse et comment ils y font attention comme à un champ plein de floraisons potentielles ». Ralph Savarese, poète et père de DJ Savarese, soutient à ce titre le mouvement de la neurodiversité, ainsi que, en France, l'auteure Babouillec.
Si le mouvement cherche à mettre en valeur les productions artistiques des personnes neurodivergentes, il arrive aussi que des personnes neurotypiques s'inspirent de la neurodiversité. L’artiste américain Ali Hossaini (en) a développé une installation vidéo intitulée Neurodiversity, qui tente de reconstituer les expériences sensorielles des autistes.

## Éducation spécialisée
Le concept de neurodiversité est également invoqué en matière d'éducation afin de ne plus blâmer les élèves qui présentent des troubles des apprentissages, autrefois vus comme « lents » ou bêtes, mais au contraire de leur permettre d'accéder à une éducation spécialisée et adaptée. Thomas Armstrong, auteur d'un ouvrage sur le sujet, estime qu'adapter l'éducation à ces enfants donne de bien meilleurs résultats que de les laisser tenter de s'adapter sans reconnaître leurs particularités, ou de les priver d'éducation. Cela implique toutefois un surcroît de travail de la part des enseignants, de manière à identifier les spécificités de chaque enfant et adapter l'enseignement en conséquence.

## Protagonistes, événements et campagnes
Le militantisme en matière de neurodiversité est depuis longtemps représenté par des militants de l'autisme, mais d'autres acteurs l'ont rejoint. L'éducateur spécialisé Thomas Armstrong estime que le concept de neurodiversité est révolutionnaire en matière d'éducation, dans la mesure où il permet de remplacer la conception négative de « difficulté » des élèves différents par un concept positif, en mettant l'accent sur les points forts et la diversité plutôt que les faiblesses et le handicap. À travers ses ouvrages dressant des portraits positifs de personnes avec des handicaps ou des « déficiences » intellectuelles, Oliver Sacks a effectué une défense précoce de la neurodiversité, bien qu'il n'utilise pas lui-même ce terme.

### Personnalités ayant œuvré à la reconnaissance de la neurodiversité
Sans utiliser le nom de « neurodiversité », Temple Grandin défend ce concept dans une certaine mesure, en s'opposant à toute politique eugéniste qui viserait à éliminer l'autisme du patrimoine génétique humain, estimant que l'existence de personnes qui ne s'intéressent pas aux relations sociales permet des découvertes majeures en matière de sciences et d'Art :

« Ils devraient se demander pourquoi Dieu ou la nature a créé des conditions aussi terribles que l'autisme, les maniaco-dépressions, et la schizophrénie. Toutefois, si les gènes qui causent ces conditions étaient éliminés, il y aurait un prix terrible à payer. Il est possible que les personnes qui possèdent ces caractéristiques soient plus créatives, voire même des génies,. »

— Temple Grandin

#### Mel Baggs
D'après le philosophe Paul B. Preciado, le film In My Language est une « merveille », « dans lequel Baggs réclame la reconnaissance d’un système de sensibilité et de connaissance qui n’est pas celui des valides […] le droit à un langage déviant, à un système de sensibilité autre ». Mel Baggs, dont les écrits et les films sur l'autisme non verbal ont eu un impact dans les domaines de la neurodiversité meurt, le 11 avril 2020, à l'âge de 39 ans d’une insuffisance respiratoire selon sa mère.

#### Judy Singer
Judy Singer crée son site web pour promouvoir la neurodiversité en 1999, et « analyse le développement de l'identité autiste comme le défi à relever pour le mouvement des personnes présentant un handicap ».

#### Kathleen Seidel
Kathleen Seidel est la gestionnaire du site neurodiversity.com. Elle a fait part de sa réaction à l'annonce du syndrome d'Asperger de son fils : « envie de l'améliorer ? ou de fêter l'annonce ? ».
Elle répond que « ça a été un défi d'accepter que son enfant ne voulait pas être touché, voulait éviter le contact visuel. » Mais au moment où elle a entendu le diagnostic, elle avait dépassé ce stade : « Je voulais comprendre ce dont mon enfant avait besoin pour son profit, pour sa réalisation ».

#### Steve Silberman

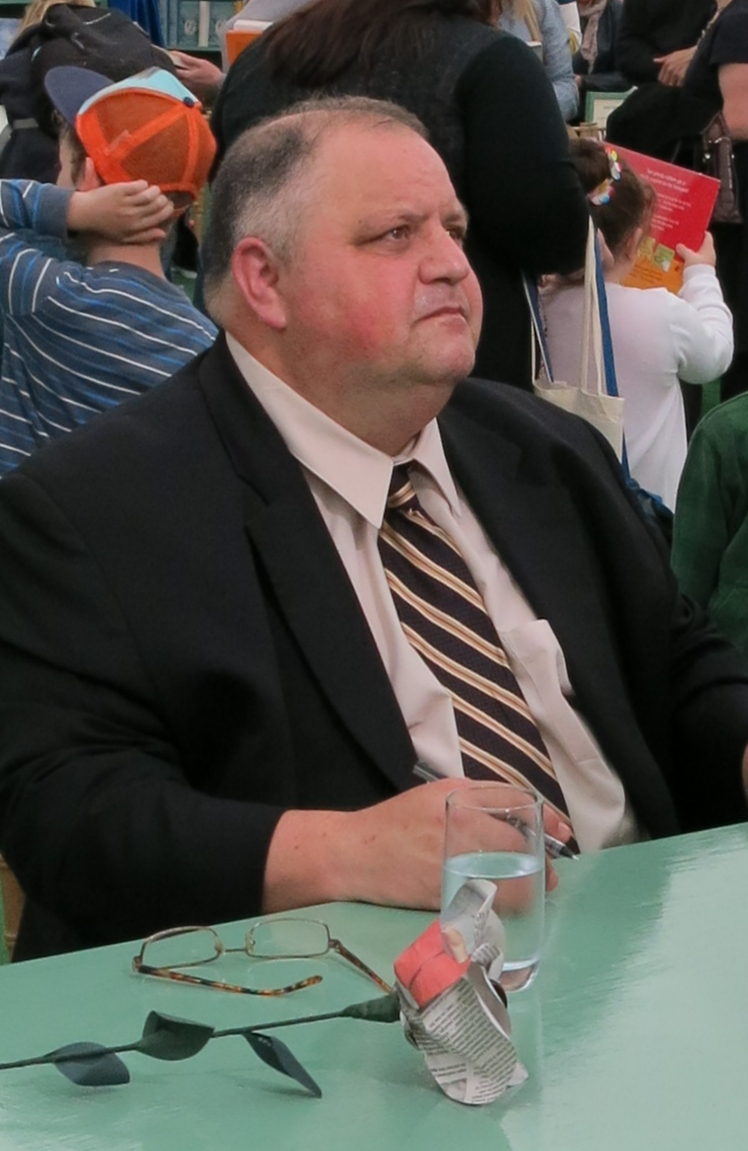
Steve Silberman, un journaliste d'investigation californien soutenant la neurodiversité.

Steve Silberman, auteur de NeuroTribes, estime que la création du concept de neurodiversité est l'avancée la plus prometteuse pour améliorer la qualité de vie des personnes autistes, dyslexiques, ou avec TDAH, et de leur famille.

#### Parents
Certains parents d'enfants autistes soutiennent que la prise en charge quotidienne de leurs enfants handicapés leur a permis de devenir de « meilleures personnes », que la cohésion familiale en a été renforcée, et que les enfants autistes donnent « d'importantes leçons morales », notamment en ouvrant leur entourage à la neurodiversité.

### Événements
Depuis 2011, l'Autism Society of West Africa (ASWA) [« Société de l'autisme de l'Afrique de l'Ouest »] organise, en avril, l'Autism Awareness and Acceptance Month (« Mois de la sensibilisation et de l'acceptation de l'autisme »). Depuis 2014, elle organise, chaque année, avec le British Council à Accra, trois jours de conférences sur l'autisme et la technologie, qui se tiennent autour de la Journée mondiale de la sensibilisation à l'autisme. En 2016, le thème de ces conférences est « Celebrating neurodiversity in West Africa » (« Célébrer la neurodiversité en Afrique de l'Ouest »), thème qui correspond au programme 2016 de l'ASWA. Ce thème a été inspiré par la publication de l'essai NeuroTribes de Steve Silberman. En 2017, le premier Salon de la neurodiversité a eu lieu à Montréal, Canada, rassemblant des conférenciers, exposants et participants pour célébrer toutes les variations neurologiques comme une richesse humaine[réf. souhaitée].

## Représentations médiatiques
Thomas Armstrong cite de nombreux exemples de personnages neurodivergents dans la culture populaire, dont la bande dessinée Calvin (déficit de l'attention), la série télévisée Monk (comportement obsessionnel), et John Nash dans le film Un homme d'exception, librement inspiré de la vie du mathématicien schizophrène John Forbes Nash.

## Implications juridiques
En raison des conséquences de ce concept relativement à la reconnaissance de nouvelles minorités, la notion d'égalité constitutionnelle dans certains pays devrait être révisée.

## Controverses et polémiques
Cette notion est aussi décrite de façon plus radicale, voire polémique, en évoquant la neurodiversité comme un mouvement qui « prône l'idée selon laquelle des développements neurologiques atypiques comme l'autisme, ou, par exemple, la dyslexie, le syndrome de Gilles de La Tourette ou les troubles du déficit de l'attention avec ou sans hyperactivité sont un style de vie ».
En France, le président de l'association Vaincre l'autisme estime que la démarche des militants de la neurodiversité n'a pas de fondement scientifique, et que cette minorité militante cache les souffrances des personnes dont l'autisme est plus lourd. Dans son blog sur Psychology Today, l'auteure et mère Amy S.F. Lutz estime que « peu de choses sont plus surréalistes pour le parent d'un enfant gravement autiste que la rhétorique de la neurodiversité qui a récemment culminé dans le livre de Steve Silberman ».
En 2007, la professeure d'écriture Ann Jurecic soulève la question d'une adaptation des pédagogies pour les étudiants relevant d'un autisme à haut niveau de fonctionnement qui devraient arriver en nombre plus important à l'université. Elle conclut de son expérience avec un étudiant qu'il avait fallu une reconnaissance de sa différence neurologique mais sans assumer que cela le définisse totalement pour qu'il y ait progrès dans son apprentissage des modes de rédaction universitaire standards. Cette position se distinguerait de celles de personnes revendiquant de ne pas avoir à s'exprimer de manière conventionnelle.